# Neuehütten
Neuehütten ist ein Ortsteil der Gemeinde Wiesenburg/Mark im Landkreis Potsdam-Mittelmark in Brandenburg.

## Geografie
Der Ortsteil liegt nordwestlich des Gemeindezentrums. Es folgen im Uhrzeigersinn die weiteren Ortsteile Schlamau, Schmerwitz, das Vorwerk Klein Glien der Gemeinde Hagelberg, der Gemeindekern sowie der Ortsteil Reetzerhütten. Die Gemarkung erstreckt sich keilförmig entlang der Bundesstraße 107, jedoch ist nur der südöstliche Teil bebaut. Der nordwestliche Teil ist bewaldet.

## Geschichte
Aus dem Jahr 1675 ist die Existenz eines Pechofens überliefert. Dies ist auch gleichzeitig die erste urkundliche Erwähnung des Ortes. Handwerker nutzten dabei das harzhaltige Holz aus dem Fläming, um durch Verschwelen Holzteer und Holzessig herzustellen. Der Pechofen lag zu dieser Zeit mitten in einem Waldgebiet und gehörte zum Gut Wiesenburg. Im Jahr 1702 kam es zu einer Teilung des Dorfes. Die Familie Brandt von Lindau aus Wiesenburg übernahm eine Hälfte. Diese kam 1755 bis 1765 an die von Trotta genannt Treyen und von Watzdorf aus Wiesenburg bzw. Mahlsdorf und anschließend von 1765 bis 1846 an die von Trotta genannt Treyden aus Mahlsdorf, die ihn 1846 an die Familie von Goldacker aus Mahlsdorf weitergab. Der Anteil betrug im Jahr 1777 insgesamt 16 Häusler und zwei wüste Stellen. Der zweite Anteil kam die von Brandt von Lindau aus Schmerwitz. Sie hielten 19 Häusler und vier wüste Stellen (1777). Um den zuvor erwähnten Ofen siedelten sich nach und nach Bewohner an, die im Jahr 1710 in der neu entstandenen Siedlung „Neue Pechhütte“ wohnten. Zum Ende des 18. Jahrhunderts erschien der im 21. Jahrhundert noch vorhandene Name. Im Jahr 1837 wurde von einem Büdneretablissement und 37 Wohnhäusern berichtet. Der Mahlsdorfer Anteil war im Jahr 1858 insgesamt 26 Morgen (Mg) groß und bestand zu 9 Mg aus Gehöften, 14 Mg Acker und 3 Mg Wiese, auf der ein öffentliches, 15 Wohn- und 26 Wirtschaftsgebäude standen. Der Schmerwitzer Anteil war 48 Mg groß: 4 Mg Gehöfte, 12 Mg Gartenland, 29 Mg Acker und 3 Mg Wiese mit 23 Wohn- und 26 Wirtschaftsgebäuden. Beide Anteile wurden 1871/1875 zur Landgemeinde Neuehütten vereinigt.
Die von Lindau errichteten um die Jahrhundertwende zwei Sägewerke. Das Dorf war zu dieser Zeit 47 Hektar (ha) groß und bestand aus 50 Häusern. Im Jahr 1929 wurde vom Gutsbezirk Schmerwitz das Chausseehaus Neuehütten sowie die vom Gemeindebezirk Neuehütten ausgewiesenen Wege eingemeindet, soweit sie bisher katastermäßig noch zum Gutsbezirk Schmerwitz gehörten. Im Nebenerwerb betrieben die Einwohner Landwirtschaft und verarbeiteten Wachs. 1908 gründete sich ein Radfahrverein. Neuehütten wurde 1931 Landgemeinde mit 55 Wohnhäuser mit 64 Haushaltungen auf 49 ha und dem Wohnplatz Chausseehaus Neuehütten. Es gab fünf land- und forstwirtschaftliche Betriebe, die zwischen 10 und 20 ha groß waren. Weitere sieben Betriebe waren zwischen 5 und 10 ha groß, 29 weitere zwischen 0,5 und 5 ha.
Nach dem Zweiten Weltkrieg wurden 113,37 ha (8,25 ha Acker, 4,36 ha Wiese und 100,7 ha Wald) als Zulage von Wiesenburg aufgeteilt: Insgesamt 83,6 ha gingen an 34 nichtlandwirtschaftliche Arbeiter, Angestellte und Handwerker sowie 29,77 ha an 13 Bauern. Diese gründeten 1960 eine LPG Typ I mit 26 Mitgliedern und 67 ha, die 1967 an die LPG Typ III Wiesenburg angeschlossen wurde. Im Jahr 1973 gab es einen VEB Vereinigte Holzindustrie Potsdam Werk Neuehütten. In der Zeit der DDR lebten im Jahr 1988 im Ort 204 Einwohner. Die Haupteinnahmequelle war nach wie vor die Holz verarbeitende Industrie.

## Bevölkerungsentwicklung
| Jahr      | 1817 | 1837 | 1858 | 1871 | 1885 | 1895 | 1905 | 1925 | 1939 | 1946 | 1964 | 1971 |
| Einwohner | 189  | 219  | 217  | 212  | 245  | 243  | 252  | 245  | 261  | 356  | 246  | 241  |

## Kultur
Im Ort sind zahlreiche Vereine aktiv: eine Freiwillige Feuerwehr, eine Ortsgruppe der Volkssolidarität, ein Radfahrverein sowie eine Rentnergruppe.

## Wirtschaft und Infrastruktur
Neben einigen Kleingewerbetreibenden existieren im Ort ein Getränkehandel, eine Pension, ein Architekturbüro, ein Dienstleister für Forstwirtschaft, ein Trockenbauer sowie ein Kurier- und Kleintransportunternehmen.
Die Hauptverkehrsachse bildet die Bundesstraße 107. Nach Norden besteht eine Verbindung nach Schlamau sowie nach Süden zum Ortsteil Wiesenburg Bahnhof. Die Buslinien 555, 587 und 588 des VBB stellen eine Verbindung mit Bad Belzig und Wiesenburg/Mark.